# República Soviètica del Kuban - Mar Negra
La república Soviètica del Kuban - Mar Negra va ser un estat bolxevic efímer sorgit de la unió dels soviets d'Ekaterinodar (Estat del Kuban) i Tuapsé (a la costa de la mar Negra i que dominava també Novorossisk, ja més a la vora de la mar d'Azov). La unió fou decidida davant l'avanç alemany pel nord del Caucas i l'aliança dels cosacs del Kuban manats per Filimonov amb els Cosacs del Don i els blancs organitzat en la Unió del Sud-Oest o Unió Don-Caucas.
El 30 de maig el jueu Avram Izrailevitx Rubin, cap del soviet de Tuapsé, agafava el poder executiu de la nova entitat, i Poluian, cap del soviet d'Ekaterinodar, quedava com a president del consell de comissaris. Els dos soviets van ratificar la seva unió el 6 de juliol de 1918 i l'endemà, 7 de juliol, acordaven unir-se a la República Soviètica del Nord del Caucas, per afrontar millor als alemanys, cosacs antibolxevics i blancs contrarevolucionaris. Els cosacs bolxevics de la Mar Negra i els del Kuban van quedar reunits en una sola host que es va dir Cosacs Bolxevics del Kuban. La República Soviètica del Nord del Caucas va entrar en vigència el 16 de juliol de 1918.